# Vähämäki
Vähämäki är en kulle i Finland.   Den ligger i den ekonomiska regionen  Uleåborgs ekonomiska region  och landskapet Norra Österbotten, i den centrala delen av landet, 500 km norr om huvudstaden Helsingfors. Toppen på Vähämäki är 4 meter över havet. Vähämäki ligger på ön Hailuoto.
Terrängen runt Vähämäki är mycket platt. Havet är nära Vähämäki åt nordost.Runt Vähämäki är det mycket glesbefolkat, med 4 invånare per kvadratkilometer. Närmaste större samhälle är Karlö, 6,9 km söder om Vähämäki. 